# Yachthafen Kaunas

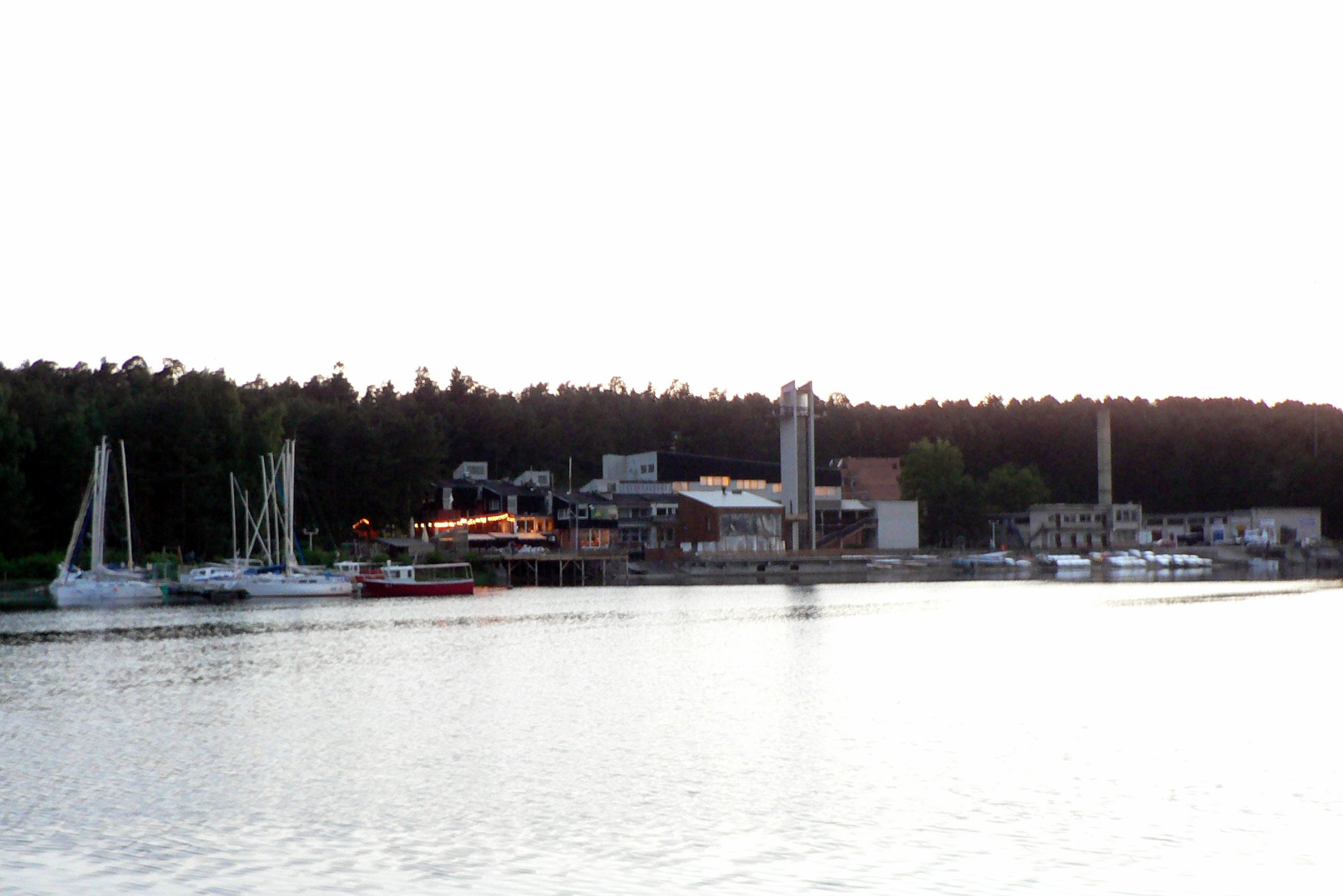
Hafen

Der Yachthafen Kaunas ist in der zweitgrößten litauischen Stadt Kaunas, am Stausee Kaunasser Stausee und am Kloster Pažaislis gelegen.
Der Yachthafen wird vom litauischen Unternehmen UAB-BĮ „Kauno Žalgirio Jachtklubas“ (mit 17 Mitarbeitern) verwaltet. Der Hafenbereich in Pažaislis wird rund um die Uhr videoüberwacht. Regatten finden hier auf der internationalen Ebene statt. 

## Objekte
Im Hafengebiet gibt es die „Bangpūtys“-Segelschule der Stadtgemeinde Kaunas. Auf dem Hafengelände gibt es das Hotel „Baltosios burės“ (mit 35 Zimmern für 70 Personen), ein Restaurant (für bis zu 200 Personen), ein Café, einen Camping- und einen Tennisplatz.